# Godegårds distrikt
Godegårds distrikt är ett distrikt i Motala kommun och Östergötlands län. 
Distriktet ligger norr om Motala. 

## Tidigare administrativ tillhörighet
Distriktet inrättades 2016 och utgörs av socknen Godegård i Motala kommun.
Området motsvarar den omfattning Godegårds församling hade vid årsskiftet 1999/2000.